# Прядко Микола Олексійович
Прядко Микола Олексійович (народився 22 грудня 1937 р., м. Полонне Хмельницька обл.) — заслужений діяч науки і техніки України, лауреат Державної премії України в галузі науки і техніки.

## Біографія
Народився 22 грудня 1937 року в м. Полонному Хмельницької області.
Після закінчення середньої школи в 1954 році вступив до Київського технологічного інституту харчової промисловості на механічний факультет для навчання за спеціальністю «Промислова теплоенергетика», яке завершив у 1960 році і одержав диплом із відзнакою інженера-промтеплоенергетика.
Після закінчення інституту М. О. Прядко за направленням працював на пусковому Дубенському цукровому заводі[недоступне посилання з липня 2019] на посаді чергового інженера ТЕЦ, у травні 1961 року переведений на роботу на Борщівський цукровий завод, який лише будувався, де працював під час монтажу, пуску і експлуатації протягом трьох років на посадах старшого теплотехніка і начальника ТЕЦ.
У травні 1964 року став аспірантом кафедри промислової теплоенергетики КТІХП.
Після закінчення аспірантури працював старшим інженером, асистентом, старшим викладачем, а з 1972 року — доцентом кафедри промислової теплоенергетики КТІХП.
У 1968 році М. О. Прядко захистив кандидатську дисертацію «Дослідження теплообміну при кипінні водно-спиртових сумішей і напівпродуктів спиртового виробництва».
З 1976 року був членом спеціалізованої вченої ради з захисту кандидатських дисертацій зі спеціальності «Промислова теплоенергетика».
З 1978 по 1982 рік М. О. Прядко працював деканом новоутвореного енергетичного факультету КТІХП.
У 1986 році М. О. Прядко захистив докторську дисертацію «Удосконалення теплообмінних апаратів і установок харчової промисловості».
У 1988 році присвоєне вчене звання професора.
З 1987 року працював на посаді проректора КТІХП з наукової роботи, з 1991 р. по 1996 р. — проректора з навчально-виховної роботи, з 1996 р. по 1999 р. — проректора з навчально-виховної та наукової роботи, з 1999 р. по 2001 р. — проректора з навчально-виховної роботи.
З 1986 р. М. О. Прядко очолює кафедру промислової теплоенергетики, а з 2001 року — кафедру теплоенергетики та холодильної техніки НУХТ.
За ініціативою М. О. Прядка при кафедрі промислової теплоенергетики створено науково-виробниче підприємство «Енерготехнологія» та «Інститут проблем енергетики в харчовій промисловості».
М. О. Прядко є співавтором монографії «Физико-химические процессы сахарного производства» та навчальних посібників «Теплове господарство цукрових заводів», «Теплові мережі» і «Основи теплотехнології цукрового виробництва».
У 1991 році М. О. Прядка обрано академіком Академії Інженерних Наук України.
З 1994 року був головою спеціалізованої вченої ради, що здійснює державну атестацію кандидатських дисертацій зі спеціальностей «Технічна теплофізика та промислова теплоенергетика».
Опублікував 180 праць, має 24 авторських свідоцтва та патенти.

## Відзнаки
У 1998 році М. О. Прядку присвоєне почесне звання «Заслужений діяч науки і техніки України».
У цьому ж році йому разом із групою вчених університету за «Цикл праць з наукового обґрунтування, розроблення та впровадження ресурсозберігаючих технологій та апаратури для ректифікації спирту» присуджена Державна премія України в галузі науки і техніки.